# Репрезентација Холандије у хокеју на леду
Хокејашка репрезентација Холандије (хол. Nederlands ijshockeyteam) представља Холандију на међународним такмичењима у хокеју на леду и под контролом је Савеза хокеја на леду Холандије. Као и све холандске репрезентације, и хокејашка екипа је позната под надимком Орање (хол. Oranje).
Холандски савез је члан ИИХФ од 20. јануара 1935. године.
Прву међународну утакмицу одиграли су 5. јануара 1935. у Амстердаму против селекције Белгије и изгубили са 4:0. Исте године Холандија је дебитовала на Светском првенству и тада је заузела последње место. У досадашњих 49 наступа на СП највеће успехе остварили су 1950. и 1981. када су заузели 8. место.
Холандија је само једном учествовала на Олимпијском турниру, на играма у Лејк Плесиду 1980. када су освојили 9. место.
У 2012. селекција Холандије се такмичи у Дивизији I група Б.

## Резултати на олимпијским играма
- 1920—1976 без учешћа
- 1980. 9. место
- 1984—2014 без учешћа

## Резултати на светским првенствима
| Год.  | Место              | Пласман | Категорија (група)  |
| ----- | ------------------ | ------- | ------------------- |
| 1935. | Давос              | 14.     | СП, Група А         |
| 1939. | Базел, Цирих       | 11.     | СП, Група А         |
| 1950. | Лондон             | 8.      | СП, Група А         |
| 1951. | Париз              | 3.      | СП, Група Б         |
| 1952. | Лијеж              | 4.      | СП, ОИ, Група Б     |
| 1953. | Цирих, Базел       | 4.      | СП, Група Б         |
| 1955. | Дортмунд           | 3.      | СП, Група Б         |
| 1961. | Женева, Лозана     | 4.      | СП, Група Ц         |
| 1962. | Колорадо Спрингс   | 4.      | СП, Група Б         |
| 1963. | Стокхолм           | 5.      | СП, Група Ц         |
| 1967. | Беч                | 5.      | СП, Група Ц         |
| 1969. | Скопље             | 4.      | СП, Група Ц         |
| 1970. | Галаци             | 6.      | СП, Група Ц         |
| 1971. | Ајндховен          | 7.      | СП, Група Ц         |
| 1972. | Румунија           | 6.      | СП, Група Ц         |
| 1973. | Хаг                | 2.      | СП, Група Ц         |
| 1974. | Љубљана            | 5.      | СП, Група Б         |
| 1975. | Сапоро             | 8.      | СП, Група Б         |
| 1976. | Бил, Арау          | 6.      | СП, Група Б         |
| 1977. | Токио              | 8.      | СП, Група Б         |
| 1978. | Лас Палмас         | 1.      | СП, Група Ц         |
| 1979. | Галаци             | 1.      | СП, Група Б         |
| 1981. | Стокхолм, Гетеборг | 8.      | СП Елитна група     |
| 1982. | Клагенфурт         | 8.      | СП, Група Ц         |
| 1983. | Будимпешта         | 1.      | СП, Група Ц         |
| 1985. | Фрибург            | 6.      | СП, Група Б         |
| 1986. | Ајндховен          | 5.      | СП, Група Б         |
| 1987. | Италија            | 7.      | СП, Група Б         |
| 1989. | Сиднеј             | 1.      | СП, Група Ц         |
| 1990. | Лион               | 8.      | СП, Група Б         |
| 1991. | Љубљана, Јесенице  | 7.      | СП, Група Б         |
| 1992. | Клагенфурт         | 2.      | СП, Група Б         |
| 1993. | Ајндховен          | 3.      | СП, Група Б         |
| 1994. | Копенхаген         | 6.      | СП, Група Б         |
| 1995. | Братислава         | 4.      | СП, Група Б         |
| 1996. | Ајндховен          | 7.      | СП, Група Б         |
| 1997. | Катовице           | 7.      | СП, Група Б         |
| 1998. | Љубљана, Јасенице  | 8.      | СП, Група Б         |
| 1999. | Ајндховен, Тилбург | 1.      | СП, Група Ц         |
| 2000. | Катовице           | 8.      | СП, Група Б         |
| 2001. | Гренобл            | 5.      | Дивизија I, Група А |
| 2002. | Ајндховен          | 4.      | Дивизија I, Група А |
| 2003. | Будимпешта         | 4.      | Дивизија I, Група А |
| 2004. | Осло               | 3.      | Дивизија I, Група А |
| 2005. | Ајндховен          | 3.      | Дивизија I, Група А |
| 2006. | Талин              | 5.      | Дивизија I, Група Б |
| 2007. | Кина               | 5.      | Дивизија I, Група А |
| 2008. | Инзбрук            | 5.      | Дивизија I, Група А |
| 2009. | Торуњ              | 5.      | Дивизија I, Група Б |
| 2010. | Тилбург            | 4.      | Дивизија I, Група А |
| 2011. | Будимпешта         | 4.      | Дивизија I, Група А |
| 2012. | Крињица-Здрој      |         | Дивизија I, Група Б |